# Alexandre Afonso da Silva
Alexandre Afonso da Silva ismertebb nevén Alex da Silva vagy Alexandre (Uberlândia, 1983. augusztus 15. –) brazil labdarúgó, a belga Kabouters Opglabbeek középpályása.